# Prosoplus marmoratus
Prosoplus marmoratus là một loài bọ cánh cứng trong họ Cerambycidae.